# Doucement s'en va le jour
Pour les articles homonymes, voir Rainette (homonymie).
Doucement s'en va le jour (parfois La Rainette ou Dou manman en version antillaise) est une berceuse écrite et composée en 1953 par Suzanne François, conseillère pédagogique de musique des écoles de la Dordogne, et harmonisée par William Lemit.
Suzanne François, née Charlotte Gouzou (1922-1978), a écrit et composé plus d'une centaine de chansons enfantines dont certaines figurent dans un CD hommage publié en 2018.